# VIVA World Cup 2008
Navigation
Occitanie 2006 Padanie 2009
La VIVA World Cup 2008 (Coupe du monde VIVA de 2008) est une compétition de football s'étant tenue en Laponie (Suède) du 7 juillet au 13 juillet 2008. Il s'agit de la deuxième édition de la compétition,.
Les équipes participantes furent la Laponie,, la Padanie, la Provence, le Kurdistan et les Araméens.
La finale masculine eu lieu le 13 juillet 2008 au Stade Gällivare devant 1400 personnes, la rencontre fut arbitrée par le suédois Monty Reiman, et a vu la Padanie s'imposer 2 à 0 contre l'équipe araméenne,,.
La première VIVA World Women's Cup est remporté par la sélection de la Laponie féminine après avoir battu le Kurdistan 4 à 0 la finale aller et 11 à 1 la finale retour,,,,,.

## Villes et stades
| Villes             | Stades             | Capacité           |
| Laponie / Norrland | Laponie / Norrland | Laponie / Norrland |
| ------------------ | ------------------ | ------------------ |
| Gällivare          | Stade Gällivare    | 2.500              |
| Malmberget         | Stade Malmberget   | 2.500              |

## Tournoi

### Groupe
| Équipe    | J | V | N | D | BM | BE | DB  | Pts |
| --------- | - | - | - | - | -- | -- | --- | --- |
| Padanie   | 4 | 4 | 0 | 0 | 14 | 3  | +11 | 12  |
| Araméens  | 4 | 2 | 1 | 1 | 7  | 4  | +3  | 7   |
| Kurdistan | 4 | 1 | 2 | 1 | 6  | 2  | +2  | 5   |
| Laponie   | 4 | 1 | 1 | 2 | 6  | 7  | -1  | 4   |
| Provence  | 4 | 0 | 0 | 4 | 3  | 18 | -15 | 0   |

| 7 juillet 2008 | Laponie                              | 2 – 2 | Kurdistan                                       | Gällivare Stadium Gällivare                    |                                                |
|                | Matti Eira 50e · Erik Bertelesen 63e |       | 40e Ciawar Khandan · 70e Halgurd Mulla Mohammed | Spectateurs : 1 300 Arbitrage : Johnny Nielsen | Spectateurs : 1 300 Arbitrage : Johnny Nielsen |
|                | Rapport                              |       |                                                 | Spectateurs : 1 300 Arbitrage : Johnny Nielsen | Spectateurs : 1 300 Arbitrage : Johnny Nielsen |

| 8 juillet 2008 | Padanie                                                                                          | 6 – 1 | Provence             | Gällivare Stadium Gällivare               |                                           |
|                | Michele Cossato 7e · Stefano Salandra 34e 45e · Giordan Ligarotti 36e 80e · Giamcomo Ferrari 90e |       | 23e Stephan Giordano | Spectateurs : 600 Arbitrage : Ragnar Dahl | Spectateurs : 600 Arbitrage : Ragnar Dahl |
|                | Rapport                                                                                          |       |                      | Spectateurs : 600 Arbitrage : Ragnar Dahl | Spectateurs : 600 Arbitrage : Ragnar Dahl |

| 9 juillet 2008 | Kurdistan                                                   | 3 – 0 | Provence | Gällivare Stadium Gällivare               |                                           |
|                | Deyar Hamad Rahman 55e · Halgurd Mulla Mohammed 90+1e 90+3e |       |          | Spectateurs : 600 Arbitrage : Mikkel Sara | Spectateurs : 600 Arbitrage : Mikkel Sara |
|                | [ Rapport]                                                  |       |          | Spectateurs : 600 Arbitrage : Mikkel Sara | Spectateurs : 600 Arbitrage : Mikkel Sara |

| 9 juillet 2008 | Araméens          | 1 – 0 | Laponie | Malmberget Stadium Malmberget               |                                             |
|                | Tuncay Yüksel 62e |       |         | Spectateurs : 1 000 Arbitrage : Ragnar Dahl | Spectateurs : 1 000 Arbitrage : Ragnar Dahl |
|                | Rapport           |       |         | Spectateurs : 1 000 Arbitrage : Ragnar Dahl | Spectateurs : 1 000 Arbitrage : Ragnar Dahl |

| 10 juillet 2008 | Araméens                                                   | 5 – 0 | Provence | Malmberget Stadium Malmberget                 |                                               |
|                 | Menhal Muqdisi 2e 32e · Alex Alan 5e · Aday Kaplan 65e 81e |       |          | Spectateurs : 30 Arbitrage : Jorgen Klippmark | Spectateurs : 30 Arbitrage : Jorgen Klippmark |
|                 | Rapport                                                    |       |          | Spectateurs : 30 Arbitrage : Jorgen Klippmark | Spectateurs : 30 Arbitrage : Jorgen Klippmark |

| 10 juillet 2008 | Padanie                                      | 2 – 1 | Kurdistan    | Gällivare Stadium Gällivare                    |                                                |
|                 | Giuliano Gentilini 9e · Stefano Salandra 26e |       | 41e Ali Aziz | Spectateurs : 1 100 Arbitrage : Johnny Nielsen | Spectateurs : 1 100 Arbitrage : Johnny Nielsen |
|                 | [ Rapport]                                   |       |              | Spectateurs : 1 100 Arbitrage : Johnny Nielsen | Spectateurs : 1 100 Arbitrage : Johnny Nielsen |

| 11 juillet 2008 | Padanie ,                                   | 2 – 0 | Laponie | Malmberget Stadium Malmberget             |                                           |
|                 | Michele Cossato 82e · Giordan Ligarotti 85e |       |         | Spectateurs : 400 Arbitrage : Ragnar Dahl | Spectateurs : 400 Arbitrage : Ragnar Dahl |
|                 | Rapport                                     |       |         | Spectateurs : 400 Arbitrage : Ragnar Dahl | Spectateurs : 400 Arbitrage : Ragnar Dahl |

| 11 juillet 2008 | Araméens   | 0 – 0 | Kurdistan | Gällivare Stadium Gällivare                    |
|                 |            |       |           | Spectateurs : 700 Arbitrage : Per Anders Blind |
|                 | [ Rapport] |       |           |                                                |

| 12 juillet 2008 | Padanie                                                                  | 4 – 1 | Araméens           | Malmberget Stadium Malmberget                  |                                                |
|                 | Michele Cossato 18e · Andrea D'Alessandro 40e 90e · Stefano Salandra 73e |       | 64e Menhal Muqdisi | Spectateurs : 150 Arbitrage : Per Anders Blind | Spectateurs : 150 Arbitrage : Per Anders Blind |
|                 | Rapport                                                                  |       |                    | Spectateurs : 150 Arbitrage : Per Anders Blind | Spectateurs : 150 Arbitrage : Per Anders Blind |

| 12 juillet 2008 | Laponie                                                              | 4 – 2 | Provence                | Gällivare Stadium Gällivare                  |                                              |
|                 | Matti Eira 3e · Mikal Eira 7e · Johan Logje 28e · Steffen Dreyer 83e |       | 5e 14e Stephan Giordano | Spectateurs : 800 Arbitrage : Johnny Nielsen | Spectateurs : 800 Arbitrage : Johnny Nielsen |
|                 | Rapport                                                              |       |                         | Spectateurs : 800 Arbitrage : Johnny Nielsen | Spectateurs : 800 Arbitrage : Johnny Nielsen |

### Match pour la troisième place
| 13 juillet 2008 | Laponie                               | 3 – 1 | Kurdistan        | Malmberget Stadium Malmberget                |                                              |
|                 | Mikal Eira 6e 32e · Mikal Stangnes 8e |       | 90e Ismail Jalal | Spectateurs : 400 Arbitrage : Johnny Nielsen | Spectateurs : 400 Arbitrage : Johnny Nielsen |
|                 | [ Rapport]                            |       |                  | Spectateurs : 400 Arbitrage : Johnny Nielsen | Spectateurs : 400 Arbitrage : Johnny Nielsen |

### Finale
| 13 juillet 2008 | Padanie                                    | 2 – 0 | Araméens | Gällivare Stadium Gällivare                  |                                              |
|                 | Alberto Colombo 9e · Giordan Ligarotti 14e |       |          | Spectateurs : 1 400 Arbitrage : Monty Reiman | Spectateurs : 1 400 Arbitrage : Monty Reiman |
|                 | Rapport                                    |       |          | Spectateurs : 1 400 Arbitrage : Monty Reiman | Spectateurs : 1 400 Arbitrage : Monty Reiman |

### Finale VIVA World Women's Cup
| 10 juillet 2008 | Laponie ,                  | 4 – 0 | Kurdistan | Malmberget Stadium Malmberget |                   |
|                 | Gry Keskitalo Skulbørstad, |       |           | Spectateurs : 200             | Spectateurs : 200 |
|                 | Rapport                    |       |           | Spectateurs : 200             | Spectateurs : 200 |

| 13 juillet 2008 | Laponie | 11 – 1 | Kurdistan | Gällivare Stadium Gällivare |                     |
|                 | Gry Keskitalo Skulbørstad · Mia Carina Eira · Marlen Hallen · Magdalena Esseryd · Mia Oscarsson · Ragnhild Fosshaug |        | ?         | Spectateurs : 1 400         | Spectateurs : 1 400 |
|                 | Rapport |        |           | Spectateurs : 1 400         | Spectateurs : 1 400 |

## Statistiques, classements et buteurs

### Classement final masculine
| No | Équipe    | J | V | N | D | BM | BE | DB  | Pts |
| -- | --------- | - | - | - | - | -- | -- | --- | --- |
| 1  | Padanie   | 5 | 5 | 0 | 0 | 16 | 3  | +13 | 15  |
| 2  | Araméens  | 5 | 2 | 1 | 2 | 7  | 6  | +1  | 7   |
| 3  | Laponie   | 5 | 2 | 1 | 2 | 9  | 8  | +1  | 7   |
| 4  | Kurdistan | 5 | 1 | 2 | 2 | 7  | 5  | +3  | 5   |
| 5  | Provence  | 4 | 0 | 0 | 4 | 3  | 18 | -15 | 0   |

### Classement final féminine
| No | Équipe    | J | V | N | D | BM | BE | DB  | Pts |
| -- | --------- | - | - | - | - | -- | -- | --- | --- |
| 1  | Laponie   | 2 | 2 | 0 | 0 | 15 | 1  | +14 | 6   |
| 2  | Kurdistan | 2 | 0 | 0 | 2 | 1  | 15 | -14 | 0   |

### Classement masculin des buteurs
| 4 buts - Stefano Salandra - Giordan Ligarotti 3 buts - Mikal Eira - Halgurd Mulla Mohammed - Stephan Giordano - Michele Cossato - Menhal Muqdisi 2 buts - Matti Eira - Andrea D'Alessandro - Aday Kaplan | 1 but - Giamcomo Ferrari - Giuliano Gentilini - Alberto Colombo - Erik Bertelesen - Johan Logje - Steffen Dreyer - Mikal Stangnes - Ciawar Khandan - Deyar Hamad Rahman - Ali Aziz - Ismail Jalal - Tuncay Yüksel - Alex Alan |

### Classement féminin des buteurs
9 buts          
- Gry Keskitalo Skulbørstad

2 buts   
- Mia Caraina Eira

1 but  
- Marlene Hallen
- Magdalena Esseryd
- Mia Oscarsson
- Ragnhild Fosshaug